# Ana Paula Mello
Ana Paula Rodrigues Mello Hernandez (Belo Horizonte, 10 de outubro de 1961) é uma ex-voleibolista indoor brasileira que, representando o Brasil através da seleção brasileira, tornou-se vice-campeã do Campeonato Sul-Americano de 1979 realizado na Argentina e participou da edição dos Jogos Olímpicos de Verão de 1980, primeira participação do voleibol feminino do Brasil em tal evento.

## Carreira
Ana Paula foi convocada para seleção brasileira para disputar o Campeonato Sul-Americano de 1979 cujo país sede foi a Argentina, na ocasião ainda predominava a hegemonia peruana no continente, conquistando a medalha de prata nesta edição
Com 18 anos de idade Ana Paula foi uma das jogadoras do Minas Tênis Clube que integrou em 1980 a seleção brasileira em sua primeira edição dos Olimpíada de Moscou e terminou na sétima colocação e onde jogou ao lado das seguintes jogadoras: Denise Mattioli, Ivonete das Neves, Jacqueline Silva, Lenice Peluso, Isabel Salgado, Fernanda Emerick, Regina Villela, Rita Teixeira, Vera Mossa e suas companheiras de clube: Dôra Castanheira e Eliana Aleixo.

## Clubes
| Clube             | País   | De | Até |
| Minas Tênis Clube | Brasil | ?  | ?   |

## Títulos e resultados
- 1980-7º Lugar nos Jogos Olímpicos de Verão (Moscou,  União Soviética)[1]